# Nationalsozialistische Monatshefte
Nationalsozialistische Monatshefte war der Titel einer nationalsozialistischen Zeitschrift, die von 1930 bis 1944 in München erschien. Sie ist nicht zu verwechseln mit der gleichnamigen Zeitschrift, die von 1927 bis 1928 in Wien erschien und den Untertitel „Zeitschrift für völkische Politik, Wirtschaft und Kultur“ trug.

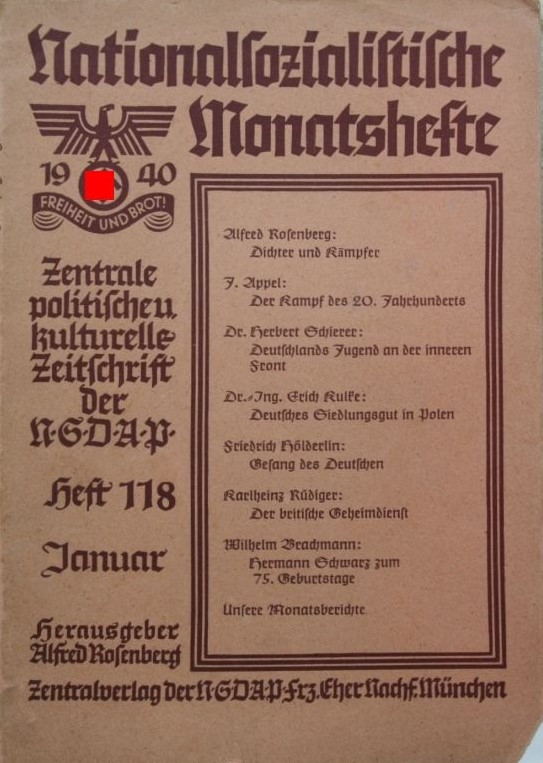
Nationalsozialistische Monatshefte 118 (1940)

## Geschichte
Begründet wurde die Zeitschrift 1930 von Alfred Rosenberg als Theorieorgan der Nationalsozialistischen Deutschen Arbeiterpartei. Sie erschien im Zentralverlag der Partei, dem Franz-Eher-Verlag, und führte von 1930 bis 1933 den Untertitel „Wissenschaftliche Zeitschrift der NSDAP“. Herausgeber war Adolf Hitler, Schriftleiter Alfred Rosenberg. Ab 1934 wurde der Untertitel in „Zentrale politische und kulturelle Zeitschrift der NSDAP“ umbenannt. Ab Januar 1934 war Alfred Rosenberg alleiniger Herausgeber und Matthes Ziegler ihr Hauptschriftleiter. Ziegler gelang es in kurzer Zeit, die Auflage von unter 20.000 auf über 100.000 zu steigern. Wichtige Autoren der Anfangsphase waren neben Rosenberg Ernst Graf zu Reventlow, Walter Groß, Adolf Dresler, Gerhard Ludwig Binz und Thilo von Trotha, später u. a. Waldemar Hartmann. Neben politischen Aufsätzen über „Weltanschauung und Wissenschaft“, die der ideologischen Schulung dienten, war die Zeitschrift ein führendes Organ des Kirchenkampfes, der Rassenlehre und der Entwicklung der nationalsozialistischen Weltanschauung, zu der u. a. auch eine rassistische Lehre von der Kunst gehörte. Auch erschien beispielsweise in der Schriftenreihe „NS-Wissenschaft“ ein Sonderdruck über „Volkskunde auf rassischer Grundlage“.